# Közép-kínai vaddisznó
A közép-kínai vaddisznó (Sus scrofa moupinensis) az emlősök (Mammalia) osztályának párosujjú patások (Artiodactyla) rendjébe, ezen belül a disznófélék (Suidae) családjába tartozó vaddisznó (Sus scrofa) egyik alfaja.

## Előfordulása
A közép-kínai vaddisznó előfordulási területe Kína középső és déli részei, nyugaton egészen Szecsuanig és keleten Vietnámig.

## Megjelenése
Mivel nagy elterjedési területtel rendelkezik, ezen belül pedig a különböző állományok között jelentős megjelenésbeli eltérések vannak, a szakértők ezt a vaddisznót akár három különböző alfajra osztanák fel; emiatt a déli állomány, az úgynevezett dél-kínai vaddisznó (Sus scrofa chirodontus), mely Dél-Kínában és Hajnan szigetén él, manapság önálló alfajnak számítható.

## Fordítás
- Ez a szócikk részben vagy egészben  a   Wild boar című angol Wikipédia-szócikk ezen változatának fordításán alapul.  Az eredeti cikk szerkesztőit annak laptörténete sorolja fel. Ez a jelzés csupán a megfogalmazás eredetét és a szerzői jogokat jelzi, nem szolgál a cikkben szereplő információk forrásmegjelöléseként.